# Julius Smith
Carl Sophus Julius Smith (4. marts 1861 på Frederiksberg – 26. december 1943 på Frederiksberg) var en dansk arkitekt. Han var bror til kunstneren Olga Smith.
Han var søn af porcelænshandler, figurmager Carl Jacob Smith og Juliane Marie Kinstrup Johansen, tog realeksamen 1875, stod i tømrerlære og blev, i 1880, tømrersvend. Han gik på Teknisk Skole og tog afgangseksamen i 1879. Han blev dimitteret af J.F. Busch og C.F. Andersen og gik dernæst på Kunstakademiet fra maj 1880 indtil afgang i januar 1889, hvorefter han var selvstændig arkitekt. Undervejs var Smith ansat hos Frederik Bøttger 1880-83 og Hans J. Holm 1883-91.
Smith har arbejdet sammen med H.B. Storck ved opførelsen af Den Soldenfeldtske Stiftelse. Han har oså arbejdet sammen med Valdemar Koch og Martin Nyrop ved blandt andet opførelsen af Eliaskirken 1900-02 og siden Luther Kirken. 
Han var assistent ved Den Polytekniske Læreanstalt 1895-1905 og lærer i husbygning ved Kunstakademiets bygningstekniske skole 1908-20. Han udstillede på Charlottenborg Forårsudstilling 1893 og 1900. 1891 og 1895 var han i Italien, bl.a. for midler han havde fået fra Den Raben-Levetzauske Fond 1894-95.
Smith giftede sig 21. juni 1890 i København med Johanne Andrea Magdalene Andersen (26. september 1866 i København – 10. august 1935 på Frederiksberg), datter af grosserer, fabrikant Frederik Andreas Andersen og Signe Marie Kathrine Danielsen. Han er begravet på Frederiksberg.

## Værker
- Opmåling af Koldinghus' ruiner (1895)
- Beboelsesejendom, Gammel Kongevej 39, København (1895)
- Elektricitetsværk i Randers, nu Værket (1905-06, sammen med Jens Peter Jensen Wærum)
- Frøs Herreds Sparekasse (Rødding Sparekasse) (1908)
- Elektricitetsværker i Kalundborg (1908), Vejle (1908-10) og Næstved (1910-11)
- Haandværker-, Handels- og Landbrugsbanken, Jernbanegade 9 i Næstved (1912)
- Luther Kirken, Randersgade 3/Skt. Jacobs Gade 15, København, med menighedshus (1914-18, sammen med Martin Nyrop)
- Enghave Kirkes menighedshus, Sønder Boulevard 120, København (1923-24)
- Grøndalskirken, Hulgårdsvej/Hillerødgade, København (1927-28)

### Projekter
- Københavns Rådhus (1893, sammen med A.V. Bertram, præmieret)